# Ben Youssef Méité
Pour les articles homonymes, voir Meité.
Ben Youssef Meïté, né le 11 novembre 1986 à Séguéla, est un athlète ivoirien spécialiste des 100 et 200 m.

## Biographie
S'entraînant à l'Université de Sherbrooke au Québec, où il est étudiant, il y est élu athlète de l'année en 2007. Il connait la consécration lors des Jeux de la Francophonie au Liban en 2009 en remportant les premières places des 100 et 200 mètres. Il devient champion d'Afrique le 29 juillet 2010 à Nairobi en 10 s 08 réalisant son meilleur temps de la saison et termine 3e de la Coupe continentale sur 200 mètres avec un temps de 20 s 51, remportant ainsi 10 000 $. Aux Jeux africains de 2011 à Maputo, il est médaillé d'argent des 100 et 200 mètres.
En 6 s 71, il échoue en demi-finale du 60 m hommes aux championnats du monde d'athlétisme en salle 2012 remportée par le futur champion Justin Gatlin.
Aux Jeux olympiques d'été de 2012 il est 2e de sa série de qualification des 100 m derrière l'Américain Ryan Bailey et devant le Canadien Justyn Warner , en 10 s 06. Il bat le record de Côte d'Ivoire et se qualifie pour les demi-finales où il est éliminé avec un temps de 10 s 13.
De retour sur les pistes en 2015, il réussit 10 s 05 lors des séries des championnats du monde, record de Côte d'Ivoire égalé, puis est éliminé en demi-finale.
En septembre il s'adjuge le 100 mètres des Jeux africains de Brazzaville en 10 s 04, soit un centième de mieux que le record national de Wilfried Koffi, qui pour sa part prend la troisième place en 10 s 23.
Le 6 juin 2016, il remporte le 100 m du Mémorial Josef-Odložil à Prague en 9 s 99 (vent régulier + 1,1 m/s) établissant un nouveau record national et devenant premier ivoirien à descendre sous les 10 secondes sur 100 m. Deux semaines plus tard, il devient champion d'Afrique en 9 s 95, performance qui ne peut être homologuée à cause d'un vent trop fort (+ 2,4 m/s).
Le 14 août 2016 aux Jeux Olympiques de Rio de Janeiro, il bat à nouveau son record national du 100 m en finale en 9 s 96 (+0,2 m/s) se classant 6e de la finale olympique. Le 27 août 2016, il remporte le 100 m du Meeting de Paris comptant pour la Diamond League au Stade de France en égalant son record national en 9 s 96 (-0,1 m/s).
Le 24 août 2017, il termine 2e de la finale de la Ligue de diamant lors du Weltklasse Zürich en 9 s 97, battu aux millièmes par Chijindu Ujah.
Le 11 février 2018, en série du Meeting de Metz, Ben Youssef Méité bat le record national du 60 m en 6 s 55. Il améliore de six centièmes son record personnel et de deux centièmes l'ancien record national (6 s 57) par Arthur Gué Cissé, datant du 31 janvier dernier.

## Palmarès
| Date | Compétition                    | Lieu             | Résultat | Épreuve   | Temps        |
| ---- | ------------------------------ | ---------------- | -------- | --------- | ------------ |
| 2005 | Championnats d'Afrique juniors | Tunis            | 3e       | 100 m     | 10 s 74      |
| 2005 | Championnats d'Afrique juniors | Tunis            | 2e       | 200 m     | 21 s 32      |
| 2005 | Jeux de la Francophonie        | Niamey           | 1er      | 200 m     | 20 s 99      |
| 2009 | Jeux de la Francophonie        | Beyrouth         | 1er      | 100 m     | 10 s 15      |
| 2009 | Jeux de la Francophonie        | Beyrouth         | 1er      | 200 m     | 20 s 37 (NR) |
| 2010 | Championnats d'Afrique         | Nairobi          | 1er      | 100 m     | 10 s 08 A    |
| 2010 | Championnats d'Afrique         | Nairobi          | 7e       | 4 x 100 m | 40 s 77      |
| 2010 | Championnats d'Afrique         | Nairobi          | 2e       | 200 m     | 20 s 39 A    |
| 2011 | Jeux africains                 | Maputo           | 2e       | 100 m     | 10 s 28      |
| 2011 | Jeux africains                 | Maputo           | 2e       | 200 m     | 20 s 76      |
| 2012 | Championnats d'Afrique         | Porto-Novo       | 4e       | 4 x 100 m | 40 s 10      |
| 2012 | Championnats d'Afrique         | Porto-Novo       | 1er      | 200 m     | 20 s 62      |
| 2015 | Jeux africains                 | Brazzaville      | 1er      | 100 m     | 10 s 04      |
| 2015 | Jeux africains                 | Brazzaville      | 1er      | 4 × 100 m | 38 s 93      |
| 2016 | Championnats d'Afrique         | Durban           | 1er      | 100 m     | 9 s 95       |
| 2016 | Championnats d'Afrique         | Durban           | 2e       | 4 x 100 m | 38 s 98      |
| 2016 | Jeux olympiques                | Rio de Janeiro   | 6e       | 100 m     | 9 s 96       |
| 2016 | Ligue de diamant               | Ligue de diamant | 2e       | 100 m     | détails      |
| 2017 | Ligue de diamant               | Ligue de diamant | 2e       | 100 m     | 9 s 97       |
| 2018 | Championnats d'Afrique         | Asaba            | 4e       | 100 m     | 10 s 36      |
| 2018 | Championnats d'Afrique         | Asaba            | 3e       | 4 x 100 m | 38 s 92      |

## Records
| Épreuve    | Temps       | Lieu                       | Date                      |
| ---------- | ----------- | -------------------------- | ------------------------- |
| 60 mètres  | 6 s 55 (RN) | Metz                       | 11 février 2018           |
| 100 mètres | 9 s 96      | Rio de Janeiro Saint-Denis | 14 août 2016 27 août 2016 |
| 200 mètres | 20 s 37     | Beyrouth                   | 2 octobre 2009            |